# Mercedes-Benz X253

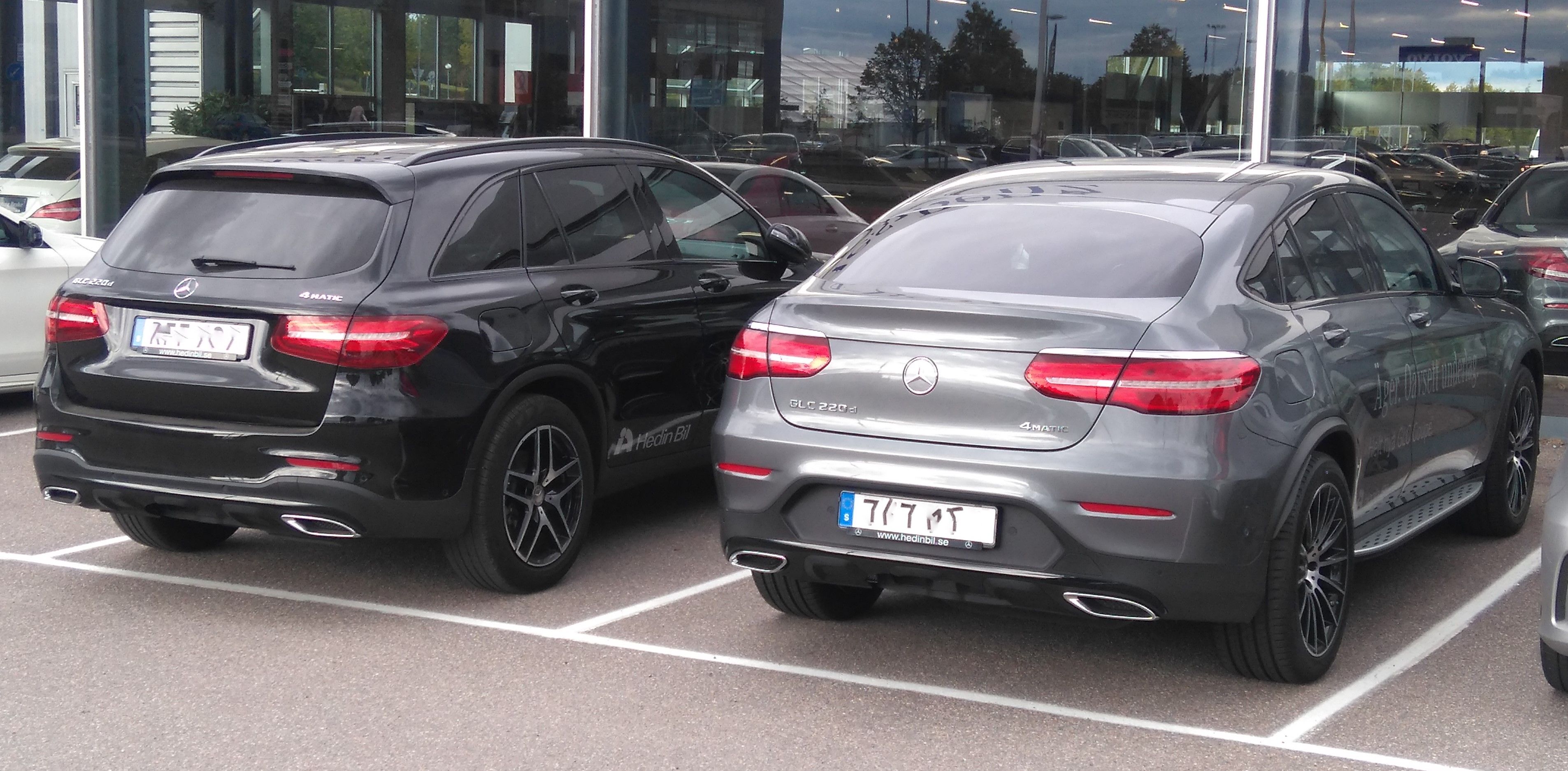
GLC220 d (t.v.), GLC220 d Coupé (t.h.)

Mercedes-Benz X253 (eller Mercedes-Benz GLC-klass) är en CUV som den tyska biltillverkaren Mercedes-Benz introducerade på bilsalongen i Frankfurt i september 2015.
Bilen tillverkas i Bremen Tyskland, Valmet Automotive Oy bilfabriken i Nystad Finland samt även i Pune Indien och Bogor Indonesien.
Versioner:
| Modell      | Årsmodell | Motor                      | Cylindervolym | Effekt | Bränslesystem                      |
| ----------- | --------- | -------------------------- | ------------- | ------ | ---------------------------------- |
| GLC200 d    | 2017-19   | OM626: 4-cyl radmotor DOHC | 1598 cm³      | 136 hk | Common rail turbodiesel            |
| GLC220 d    | 2016-19   | OM651: 4-cyl radmotor DOHC | 2143 cm³      | 170 hk | Common rail turbodiesel            |
| GLC250 d    | 2016-19   | OM651: 4-cyl radmotor DOHC | 2143 cm³      | 204 hk | Common rail turbodiesel            |
| GLC350 d    | 2017-18   | OM642: 6-cyl V-motor DOHC  | 2897 cm³      | 258 hk | Common rail turbodiesel            |
| GLC250      | 2016-22   | M274: 4-cyl radmotor DOHC  | 1991 cm³      | 211 hk | Direktinsprutning, turbo           |
| GLC300      | 2017-22   | M274: 4-cyl radmotor DOHC  | 1991 cm³      | 245 hk | Direktinsprutning, turbo           |
| GLC350 e    | 2017-18   | M274: 4-cyl radmotor DOHC  | 1991 cm³      | 327 hk | Direktinsprutning, turbo + elmotor |
| AMG GLC43   | 2017-22   | M276: 6-cyl V-motor DOHC   | 2996 cm³      | 367 hk | Direktinsprutning, turbo           |
| AMG GLC63   | 2017-22   | M177: 8-cyl V-motor DOHC   | 3982 cm³      | 476 hk | Direktinsprutning, biturbo         |
| AMG GLC63 S | 2017-22   | M177: 8-cyl V-motor DOHC   | 3982 cm³      | 510 hk | Direktinsprutning, biturbo         |
| GLC F-Cell  | 2019-22   | Elmotor                    |               | 211 hk | Vätgasdriven bränslecell           |
| GLC200 d    | 2019-22   | OM654: 4-cyl radmotor DOHC | 1950 cm³      | 163 hk | Common rail turbodiesel            |
| GLC220 d    | 2019-22   | OM654: 4-cyl radmotor DOHC | 1950 cm³      | 194 hk | Common rail turbodiesel            |
| GLC300 d    | 2019-22   | OM654: 4-cyl radmotor DOHC | 1950 cm³      | 245 hk | Common rail turbodiesel            |
| GLC300 de   | 2020-22   | OM654: 4-cyl radmotor DOHC | 1950 cm³      | 306 hk | Common rail turbodiesel + elmotor  |
| GLC400 d    | 2019-22   | OM656: 6-cyl radmotor DOHC | 2925 cm³      | 330 hk | Common rail turbodiesel            |
| GLC200      | 2019-22   | M274: 4-cyl radmotor DOHC  | 1991 cm³      | 197 hk | Direktinsprutning, turbo           |
| GLC300 e    | 2020-22   | M274: 4-cyl radmotor DOHC  | 1991 cm³      | 320 hk | Direktinsprutning, turbo + elmotor |